# Грузия на зимних Олимпийских играх 1994
Грузия принимала участие в Зимних Олимпийских играх 1994 года в Лиллехамере (Норвегия) в первый раз за свою историю, но не завоевала ни одной медали. Сборную страны представляли пять спортсменов, которые выступили в трёх видах: в горнолыжном спорте, санном спорте и в прыжках с трамплина.
В прыжках с трамплина грузинскую сборную представлял Каха Цакадзе, сын знаменитого советского прыгуна Кобы Цакадзе, который участвовал в четырёх Олимпиадах.
Самым молодым участником сборной был 20-летний горнолыжник Зураб Джиджишвили, самым старшим — 25-летний Каха Цакадзе. Знаменосцем на церемонии открытия был Зураб Джиджишвили. Лучшим результатом для грузинской сборной стало 17 место санной двойки.

## Результаты

### Горнолыжный спорт
Мужчины
| Спортсмен         | Дисциплина       | Результат | Результат | Результат | Результат | Результат |
| Спортсмен         | Дисциплина       | 1-й спуск | 2-й спуск | 3-й спуск | Итог      | Место     |
| ----------------- | ---------------- | --------- | --------- | --------- | --------- | --------- |
| Зураб Дзидзишвили | Скоростной спуск |           |           |           | 1:53.27   | 47        |
| Зураб Дзидзишвили | Комбинация       | 1:42.44   | DNF       |           | DNF       | DNF       |
| Леван Абрамишвили | Слалом           | DNF       |           |           | DNF       | DNF       |

### Прыжки на лыжах с трамплина
| Спортсмен    | Дисциплина          | Первый раунд | Первый раунд | Финал | Финал | Финал |
| Спортсмен    | Дисциплина          | Очки         | Место        | Очки  | Сумма | Место |
| ------------ | ------------------- | ------------ | ------------ | ----- | ----- | ----- |
| Каха Цакадзе | Большой трамплин    | 28.5         | 52           | 34.4  | 62.9  | 55    |
| Каха Цакадзе | Нормальный трамплин | 83.5         | 53           | 73.0  | 156.5 | 50    |

### Санный спорт
| Спортсмен                        | Дисциплина | Результат | Результат | Результат | Результат |
| Спортсмен                        | Дисциплина | 1-й спуск | 2-й спуск | Итог      | Место     |
| -------------------------------- | ---------- | --------- | --------- | --------- | --------- |
| Леван Тибилов Каха Вахтангишвили | Двойки     | 49.880    | 49.504    | 1:39.384  | 17        |